# Günter Perleberg
Günter Perleberg, né le 17 mars 1935 à Brandebourg-sur-la-Havel et mort le 1er août 2019 à Garbsen, est un kayakiste est-allemand puis allemand.

## Carrière
Champion olympique en relais K-1 4x500 mètres en 1960, Günter Perleberg est sacré champion du monde de course en ligne en K-4 1 000 mètres et médaillé de bronze en relais K-1 4x500 mètres en 1963 sous les couleurs de l'Allemagne de l'Est. Il est aussi médaillé d'argent en K-4 1 000 mètres aux Jeux olympiques d'été de 1964.